# Mount Reinhardt
Mount Reinhardt ist ein 1020 m hoher Berg mit einem nach Nordosten abfallenden Felssporn an der Dufek-Küste der antarktischen Ross Dependency. Er ragt an der nordwestlichen Einmündung des Good-Gletschers in das Ross-Schelfeis auf.
Entdeckt wurde er bei einem Überflug zwischen dem 29. Februar und dem 1. März 1940 während der United States Antarctic Service Expedition (1939–1941). Das Advisory Committee on Antarctic Names benannte den Berg 1962 nach Commander Charles O. Reinhardt von der United States Navy, Ingenieur bei der Operation Highjump (1946–1947) und auf der Station Little America IV.